# San Antonio de los Altos
San Antonio de los Altos é uma cidade da Venezuela localizada no estado de Miranda. San Antonio de los Altos é a capital do município de Los Salias.